# Роланд Борша
Роланд Борша (венг. Borsa Roland, рум. Roland Borşa; ? — 1301) — крупный венгерский магнат, воевода Трансильвании (1282, 1284—1285, 1288—1294). Он был известен тем, что сражался с монгольскими вторжениями и, позднее, за восстание против попыток королевской власти контролировать его территорию.

## Происхождение
Согласно самому раннему письменному упоминанию, семья Борша происходила из деревни Барша (сейчас Барша является частью современного города Фюзешдьярмата в Венгрии).
Роланд Борша был членом знатного рода, который, возможно, имел славянско-румынское (Tudor Sălăgean) . Первоначально он происходил из долины реки Борша (сегодня — жудец Клуж, Румыния), притока Сомешул-Мик. Ветвь семьи была основана в графстве Бихор в XII веке и поддерживала тесные связи с трансильванской ветвью.

## Первый период правления (1282)
Первоначально будучи сторонником политики централизации Ласло IV, короля Венгрии, Роланд Борша был назван воеводой Трансильвании весной 1282 года. В июле и августе он участвовал в королевском походе против клана Аба, затем отличился решающей ролью в победе над восставшими куманами. Однако, несмотря на этот успех, ряд королевских уступок аристократии вынудил Роланда Боршу отказаться от своего воеводства в пользу Апора Пека.

## Второй период правления (1284—1285)
Вернувшись в воеводство в 1284 году, Роланд Борша столкнулся с монгольским нашествием. Зимой 1285 года он попытался остановить монгольское вторжение, во время военных действий трансильванцы отличились своей доблестью на поле боя. Монгольские войска перешли Карпаты через перевал Быргэу, разграбили север Трансильвании, где взяли и разграбили города Бистрица, Окна-Дежулуй, Клуж-Мэнэштур, Турда, Окнеле-Турзии и Риметя-Траскэулуй. Для помощи в управлении своими новыми территориями он назначил вице-воевод из трансильванской ветви семьи, Ласло Борша из Сентмартона. После конфликта с королем Венгрии Ласло IV в конце 1285 года Роланд Борша был снова отстранен от должности воеводы Трансильвании.

## Реорганизация воеводства и заключительный период правления
Роланд Борша был в самом низу своей карьеры, когда Трансильванское воеводство начало реорганизовываться по «конгрегационным» линиям, фактически передавая власть в воеводстве группе местных баронов. Когда первая община дворян собралась в 1285 году близ Турды Роланд Борша потерял свои трансильванские земли и оказался неспособным ни оказывать какого-либо влияния на других дворян, ни играть важную роль в управлении провинцией. Тем не менее, поскольку настроения против короля Ласло укрепились в знати, он вернулся к власти в последний раз в 1288 году. Вместе со своим братом Копасом Боршой он организовал убийство короля Ласло IV Куна наемниками-куманами в Кёрёшсеге (комитат Бихор) в 1290 году. Это действие, наряду с его плохо скрываемыми амбициями в отношении Трансильвании, привело его к прямому конфликту с последним отпрыском дома Арпада, королем Андрашем III. Вначале против Роланда Борши выступил епископ Бенедикт из Орадя, сторонник политики короля. С августа по октябрь 1294 года король осаждал замок Адриан, где укрывался Роланд Борша. Побежденный королевскими войсками в 1294 года, Роланд Борша получил королевское помилование, был отстранен от должности воеводы Трансильвании, но каким-то образом сумел избежать конфискации своих теперь обширных земель. Он удалился в свои бихорские владения, перестал участвовать в политической жизни королевства и скончался в 1301 году.